# Philautus refugii
Philautus refugii är en groddjursart som beskrevs av Robert F. Inger och Robert Stuebing 1996. Philautus refugii ingår i släktet Philautus och familjen trädgrodor. IUCN kategoriserar arten globalt som sårbar. Inga underarter finns listade i Catalogue of Life.